# Leopard
För andra betydelser, se Leopard (olika betydelser).
Leopard (Panthera pardus) är ett av de fem stora kattdjuren av släktet Panthera. Den förekommer i Afrika och i södra delar av Asien. Arten kännetecknas av svarta fläckar på orangegul päls, men inte alla individer har denna färgsättning. En svart individ benämns i regel som (svart) panter. Leoparden jagar flera olika byten från små insekter och reptiler till 100 kg tunga hovdjur.

## Utseende och läte

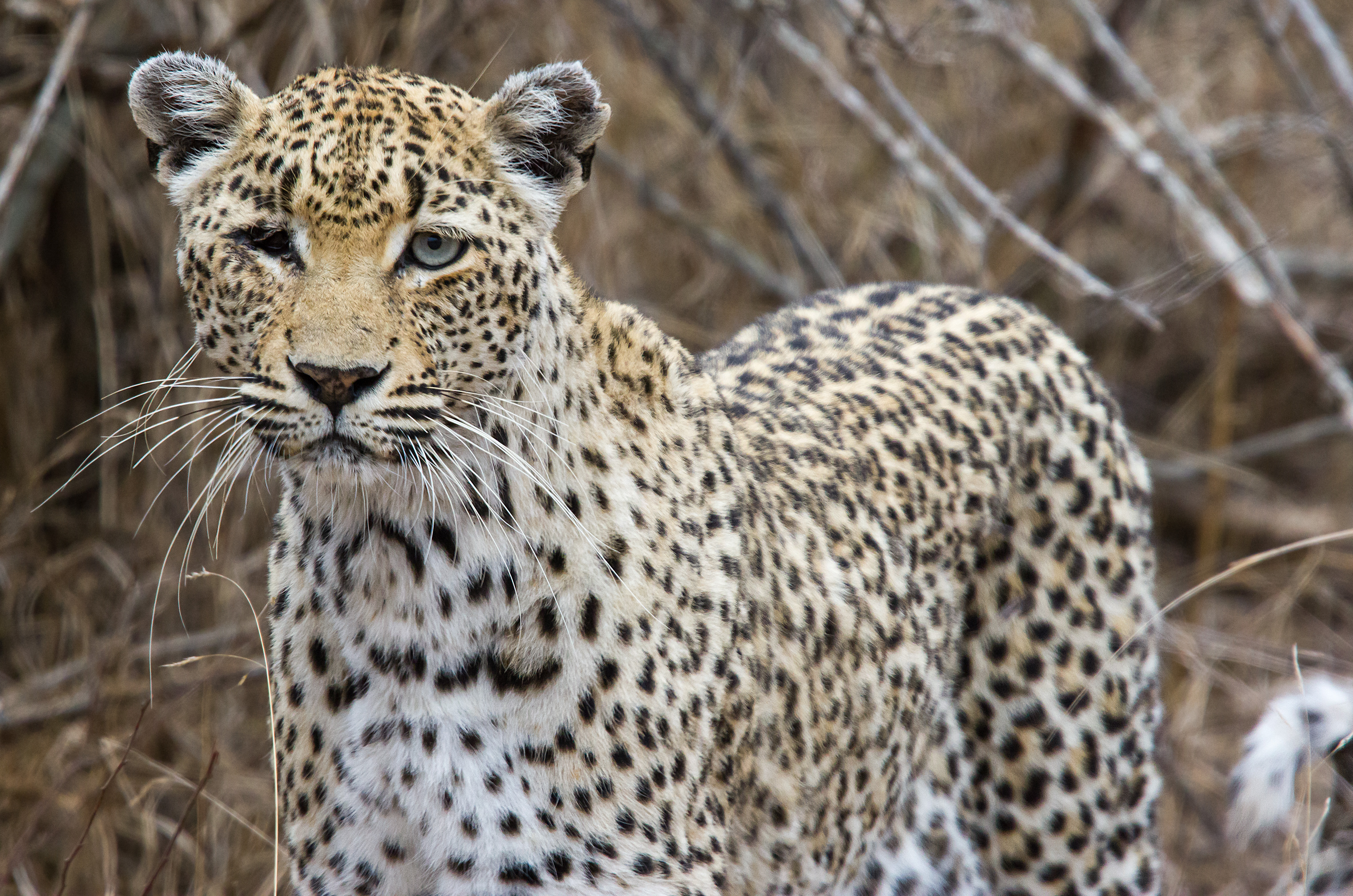
Enögd afrikansk leopard i Kruger nationalpark, Sydafrika

Leopardens längd varierar kraftigt, från en meter till nästan två meter för huvud och bålen, och en vikt mellan 28 och 70 kg. Därtill kommer en 70 till 95 cm lång svans. Mankhöjden ligger vid 45 till 80 cm. Honan är normalt mindre än hanen, omkring 85 procent av hanens vikt. Individer som vistas i öppna savanner är vanligen större än individer som lever i skogar.
De flesta leoparder är orangegult färgade med svarta fläckar, men teckningen varierar mycket. Fläckarna är oftast mindre runt omkring, och på huvudet, och större med ett ljusare centrum på kroppen. Förutom vissa skillnader i kroppsbyggnad är de enklaste sättet att skilja en leopard från en jaguar på bild att jaguarens fläckar har ytterligare en svart fläck i det ljusa i varje fläck. Jaguaren har också kraftigare kroppsbyggnad, främst synligt i det större huvudet. I naturen är det inte så svårt att skilja en jaguar från en leopard eftersom de förekommer på skilda kontinenter.

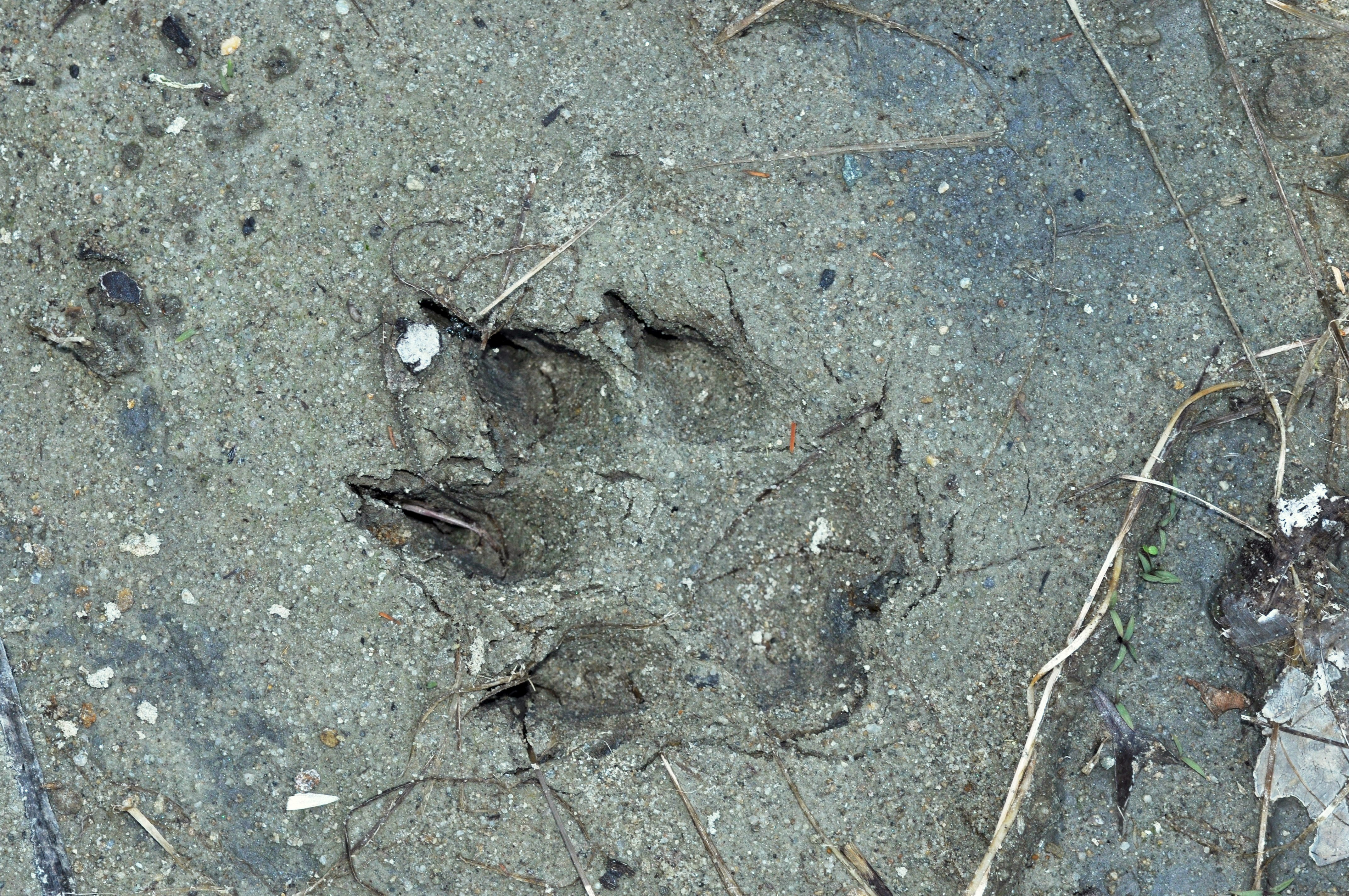
Ett tassavtryck från en leopard.

Den svarta pantern, eller panter, är i själva verket en leopard som har två recessiva gener för det svarta fältpigmentet melanin. Det skapar en svart päls där man bara anar fläckarna, till skillnad från de vanligare gulfärgade leoparderna. Denna kombination är ovanlig men kallas melanism, och förekommer bland andra kattdjur.
Utöver de vanliga fläckiga leoparderna och de svarta exemplaren uppträder tämligen regelbundet mutationer i leopardstammar, vilka ger upphov till färgvariationer. Formerna inkluderar en erythristisk (röd) form med rödaktig botten och chokladbruna fläckar, bleka former med orange teckning på gräddvit botten, bleka exemplar med nästan vit bottenfärg och med blå ögon, exemplar som mer eller mindre saknar fläckar samt exemplar som har ränder på magen.
Den afrikanska leoparden har mindre fläckar men i större antal. Längre österut i utbredningsområdet ökar fläckarnas storlek. Siamleoparder kan uppvisa inte bara ett större ljust centrum i fläckarna utan också en svart fläck i detta, liknande jaguarens teckning.
I vissa exemplar är den svarta teckningen så utbredd att fläckarna flyter ihop och kan bilda ett sammanhängande svart område, i vissa fall över hela ryggen och ner på sidorna och benen. I de ljusare områden som återstår kan finnas små fläckar (utan ljust centrum). Ansikte och buk på dessa djur liknar dock vanliga leoparder. Vissa djur (bland annat känt från södra Indien) har så stora fläckar att de liknar trädleopardens teckning.
Pseudomelanism, där de svarta markeringarna, utan inflytande av melanism, är så omfattande att hela djuret täcks, förekommer sällsynt hos leoparder. De kvarvarande ljusa områdena kan visa sig som virvlande mönster och ränder. I beskrivningar kallas dessa djur ibland för tigrar.
Ett preparerat exemplar (ursprungligen från Somalia) visat i maj 1936 på British Natural History Museum, uppvisade komplicerade mönster av ljusa markeringar, ränder och större enfärgade ytor. Detta skiljer sig från den vanliga leopardens mönster och kallas i vissa sammanhang "kungsleopard" (parallellt med King cheetah, kungsgepard, en mer vedertagen benämning för vissa former av gepard). Sex liknande pseudomelanistiska exemplar återfanns mellan 1885 och 1934 i distriktet Albany nära staden Grahamstown i Sydafrika, vilket pekar på att en mutation skett i populationen. Liknande kungsleoparder finns beskrivna från Malabar i sydvästra Indien. Troféjakt har antagligen utrotat dessa stammar.

## Utbredning och habitat
Leopardens bestånd är delat i många från varandra skilda populationer. Arten förekommer i stora delar av Afrika söder om Sahara. Mindre populationer förekommer vid olika ställen i norra Afrika. Utbredningsområdet fortsätter över Arabiska halvön och västra Asien till Kaukasus och östra Asien. Arten når trelandspunkten där Kina, Ryssland och Nordkorea möts och på det sydostasiatiska fastlandet hittas leoparden fram till Malackahalvön. Kattdjuret förekommer på Sri Lanka och Java men saknas på Sumatra och Borneo.
Individerna vistas i flera olika habitat. De lever i skogar i låglandet, i öppna gräsmarker, i öknar, i bergstrakter och i buskskogar. I afrikanska bergstrakter når leoparden 5500 meter över havet.

## Ekologi

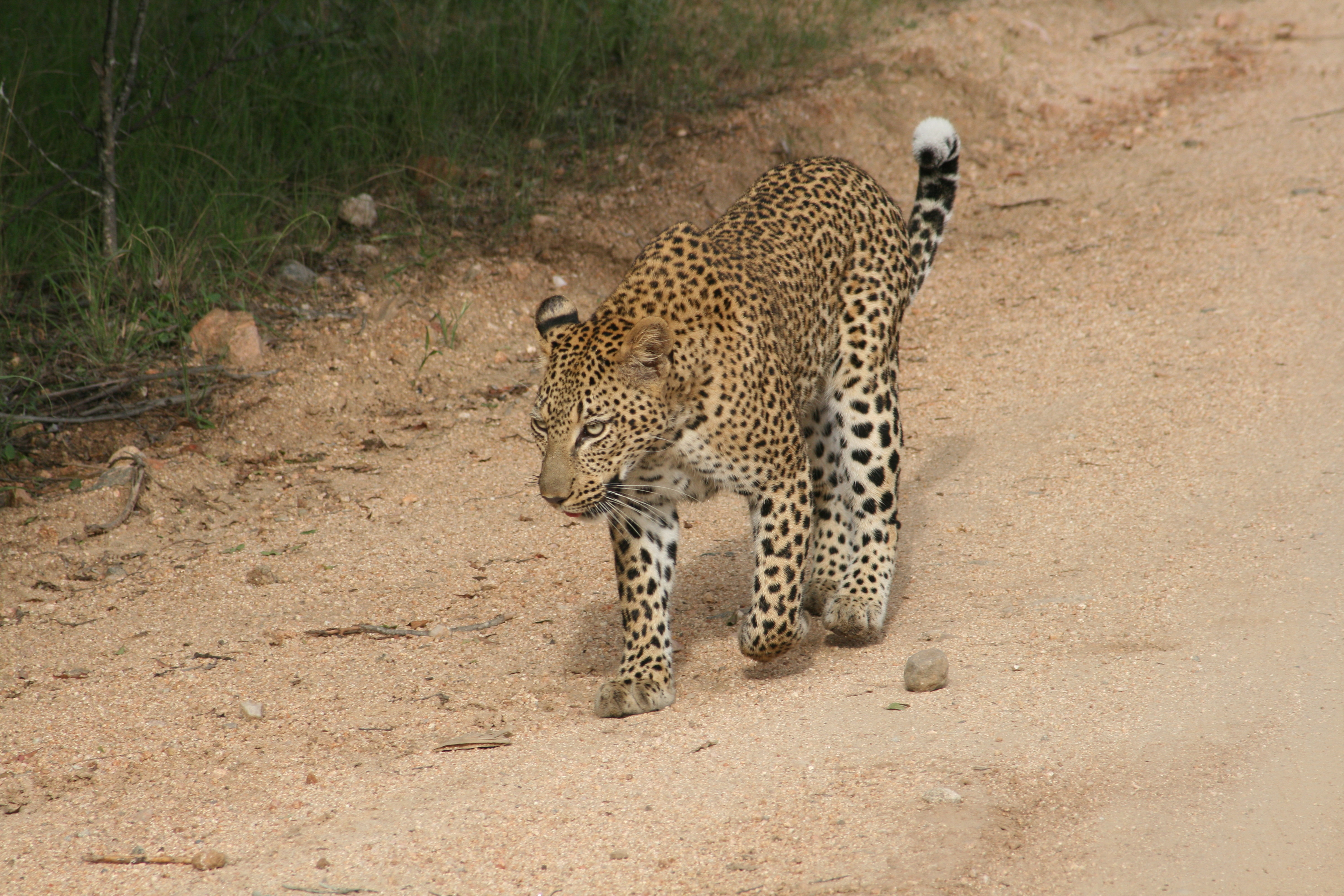
Hona i Sabi Sands reservatet i Sydafrika.

### Aktivitet och revir
Arten är främst aktiv mellan skymningen och gryningen. När honor inte är parningsberedda lever varje individ ensam. Reviret är större i torra regioner med mera öppen landskap. Storleken varierar mellan 12 och 35 km² för hannar, medan honor har ett 4 till 13 km² stort territorium. Hannens revir överlappar vanligen med reviren av olika honor.
Territoriets gränser markeras med körtelvätska, urin, avföring och genom att skrapa på träd och buskar. Leoparden visar sitt anspråk även med läten som påminner om en hes raspande hosta.

### Jakt och föda
Leoparden liknar tamkatten i jaktsättet, som huvudsakligen är bakhållsjakt. Leoparden jagar vanligen på marken men har förmåga att klättra i träd för att nå fram till bytet. Lika effektiva som små katter men med betydande storlek är leoparden en farlig jägare. I områden med vilda leoparder hålls hundar normalt instängda. Formen på leopardens hörntänder har ändrats mycket lite under den tid som människan utvecklats från hukande apor.
Leoparden konkurrerar med lejon och hyenor i de områden där dessa delar habitat, och får ibland släppa ifrån sig byten till dessa.
Jakten försiggår företrädesvis nattetid eller i gryning och skymning. Ett kort smygförföljande följs av en explosiv kortdistansattack. På korta sträckor kan en fullvuxen leopard springa upp till 60 km/h och hoppa 6 meter långt samt 3 meter högt. Vanligast är döden genom kvävning genom att bytets luftstrupe kläms åt, mindre byten dödas genom att ryggraden i nacken knäcks (liksom hos tamkatten). Leoparden drar mycket gärna upp bytet i träd och kan på detta vis lyfta upp byten tre gånger sin egen vikt, till exempel unga giraffer. Ges tillfälle jagar leoparden när som helst på dygnet och nästan vilket byte som helst. Ibland dödar leoparden ett nytt byte redan innan det första är uppätet.
Leoparden är en mycket framgångsrik jägare, med mer varierade byten än andra stora kattdjur. Ofta är urvalet av bytesdjur beroende på tillgången i levnadsområdet. Insekter och andra ryggradslösa djur, gnagare, harar, fiskar (precis som hos tamkatten) är bland de mindre bytena, större byten inkluderar gaseller, impala, babianer, svindjur, hjortdjur, dykarantiloper och getdjur. Den äter även fåglar, mindre kräldjur och as. Företrädesvis jagar leoparden byten som väger mellan 10 och 40 kg. I vissa fall kan leoparden få tag i byten som fällts av geparder, ensamma hyenor eller små rovdjur.
Människan tillhör inte leopardens naturliga föda och vanligtvis är leoparder skygga för människor, men exempelvis i brist på föda kan leoparden döda och äta en människa och få smak för människokött. I början av 1900-talet rapporterades att omkring 150 kvinnor och barn blivit dödade av leopard i Indien. Under 2000-talet har attacker på människor ökat, även om det inte rört sig om lika många som i början av 1900-talet. I delstaten Uttarakhand i Indien dog 30 personer av leopard under en åttaårsperiod i början av 2000-talet. Även på djurparker har det rapporterats om dödliga attacker på människor.

### Fortplantning
I största delen av Afrika samt i södra Asien har leoparden inga särskilda parningstider. Arten parar sig vanligen mellan december och februari i nordöstra Asien. I södra Afrika sker parningen oftast under den torra perioden mellan juli och oktober. Parningsberedda honor avsöndrar feromoner för att locka till sig en hanne. Under kopulationen biter hannen i honans nacke. Parningsakten upprepas under några dagar.
Dräktigheten varar i 90 till 105 dagar och sedan föds vanligen två eller tre ungar, sällan upp till sex ungar.Födseln sker i ett gömställe som kan vara en grotta, tät växtlighet eller en jordhåla som har skapats av andra djur. Ibland flyttas ungarna mellan olika gömställen. Ungarna följer sin moder efter 6 till 8 veckor och cirka efter tre månader slutar honan med digivning. Hannar blir könsmogna efter ungefär 2 år och honor efter cirka 2,5 år. Vid denna tid eller något tidigare lämnar de sin moder.
Bara upp till 50 procent av ungarna överlever till könsmogen ålder. Livslängden i naturen är vanligen 10 till 12 år och i sällsynta fall upp till 17 år. Med människans vård, till exempel i djurparker, blir leoparden ofta 21 till 23 år gammal och sällan upp till 27 år.

## Systematik
Leoparden är synnerligen anpassningsbar och finns i många miljöer och varianter, varför olika auktoriteter beskrivit upp till 30 underarter, varav en är utdöd. Enligt IUCN skiljs idag mellan nio underarter:
- Afrikansk leopard (Panthera pardus pardus) - (livskraftig)
- Sydarabisk leopard (Panthera pardus nimr) - (akut hotad)
- Persisk leopard (Panthera pardus saxicolor) - (starkt hotad)
- Javaleopard (Panthera pardus melas) - (akut hotad)
- Lankesisk leopard (Panthera pardus kotiya) - (starkt hotad)
- Indisk leopard (Panthera pardus fusca) - (livskraftig)
- Indokinesisk leopard (Panthera pardus delacouri)
- Nordkinesisk leopard (Panthera pardus japonensis) - (sårbar)
- Amurleopard (Panthera pardus orientalis) - (akut hotad)

Underarternas bevarandestatus är från 2008. När artens bevarandestatus blev ny bedömd 2016 gjordes ingen ny värdering för underarterna.

## Leoparden och människan
| Heraldiska leoparder i Englands och Estlands vapen. |  | Heraldiska leoparder i Englands och Estlands vapen. |
| Heraldiska leoparder i Englands och Estlands vapen. |  |                                                     |

### Namn
Trivialnamnet leopard är sammanlänkat med den äldre föreställningen om en separat, stor och svart kattart – pantern. Leoparden troddes vara en hybrid mellan lejon och panter, varför den fick ett namn som bestod av en del från vardera – leo och pardus. Panter är även ett alternativt namn för leopard, alternativt för svarta (melanistiska) individer av leopard (då ofta förtydligat som svart panter).

### Som safaridjur
Jakt på leopard sker oftast med ett bete i form av ett nydödat bytesdjur samt strålkastare. Trots sin storlek är detta, huvudsakligen nattaktiva rovdjur, svårt att studera i det vilda. Den som önskar observera leoparder i det fria, bör uppsöka något av de reservat som har stora populationer; Sabi Sand Private Game Reserve i Sydafrika, Yala nationalpark (Sri Lanka) eller Wilpattu nationalpark (också Sri Lanka) och Serengeti i Tanzania (Östafrika) är välkända leopardplatser.

### Hot och status
Leopardens bestånd hotas av skogarnas och savannernas omvandling till jordbruksmark, betesmark och samhällen. Dessutom minskar antalet typiska bytesdjur på grund av landskapsförändringar. När leoparden dödar boskapsdjur istället betraktas den som skadedjur och den blir själv dödad av människor. I några regioner som i norra Irak minskade populationen så kraftigt att den troligen inte kommer återhämta sig. I delar av utbredningsområdet skjuts leoparden som jakttrofé, något som hotar populationen i dessa regioner. I några stater som Namibia, Botswana och Zambia blev jakt på leoparden för detta syfte inskränkt eller helt förbjuden.
I Kina och i södra samt sydöstra Asien jagas arten för pälsens, benens och några andra kroppsdelars skull. De senare används i den traditionella medicinen. Jakten är ofta illegal och den kan minska lokala populationer betydligt. Enligt en studie från 2012 dödades i regionen 4 individer per vecka i loppet av tio år.
Trots konflikten med människan har leoparden i flera regioner längre överlevnad än andra stora rovdjur. Arten har en bättre förmåga att anpassa sig till kulturlandskap och den kan leva med ett varierande urval av bytesdjur. Så uppkom missuppfattningen att leoparden kan uthärda de flesta hot. Hela populationens storlek var 2016 okänd men i flera regioner minskade beståndet markant. IUCN uppskattar att hela beståndet minskade under de senaste 22,3 åren (tre generationer, räknat från 2016) med något mer än 30 procent och listar leoparden som sårbar (VU).

### Heraldisk leopard
Inom heraldiken är leopard termen för ett lejon som går på alla fyra och har huvudet vänt utåt mot betraktaren. Detta ord skall sedan ha lånats till namngivningen av djuret leopard när europeiska vetenskapsmän "upptäckte" det.